# Listenprivileg
Das Listenprivileg war eine bis Mai 2018 bestehende Ausnahmeregelung im deutschen Datenschutzrecht, die es erlaubte, personenbezogene Daten zu Werbezwecken und zu Zwecken der Markt- und Meinungsforschung zu nutzen und an Dritte weiterzugeben. Es war somit unter anderem die Rechtsgrundlage für den Adresshandel.
Grundlage des Listenprivilegs waren § 28 Absatz 3 Satz 2 Nr. 1 und § 29 Absatz 2 Satz 2 des Bundesdatenschutzgesetzes (BDSG). Nummer 2 und 3 privilegierten die berufsbezogene und die Spendenwerbung, die nicht den zusätzlichen Beschränkungen der Nr. 1 unterliegen. Demnach ist es erlaubt, Adressenlisten mit Name, Anschrift, Geburtsjahr, Beruf und einem weiteren Merkmal zu speichern, an Dritte weiterzugeben sowie für werbliche Ansprache, insbesondere im Direktmarketing, und Marktforschung zu nutzen. Eine Zustimmung des Betroffenen war dabei nicht erforderlich. Allerdings ist die Datennutzung nicht erlaubt, wenn anzunehmen ist, dass diese gegen schutzwürdige Interessen des Betroffenen verstößt. Dies war insbesondere dann der Fall, wenn der Betroffene gemäß § 28 Absatz 4 BDSG einer Nutzung seiner Daten widersprochen hat (Opt-out).
Das Bundeskabinett hatte am 10. Dezember 2008 einen Entwurf zur Änderung des BDSG beschlossen. Gemäß diesem Entwurf, der am 1. Juli 2009 in Kraft treten sollte, hätte das Listenprivileg abgeschafft werden sollen. Daten hätten dann nur noch weitergegeben und für Werbung genutzt werden dürfen, wenn der Betroffene dem ausdrücklich zugestimmt hätte (Opt-in). Für die Umstellung war eine Übergangsfrist von drei Jahren vorgesehen.
Das Gesetzesvorhaben wurde in diesem Punkt von verschiedenen Branchenverbänden scharf kritisiert. Der Deutsche Dialogmarketing Verband (DDV) und der Bundesverband des Deutschen Versandhandels (bvh) befürchteten eine Belastung der Wirtschaft, eine Beeinträchtigung des Wettbewerbs sowie Nachteile für die Verbraucher. Der Bundesverband Deutscher Zeitungsverleger (BDZV) argumentierte, dass die Neugewinnung von Abonnenten zu über 60 Prozent von der Leserwerbung per Brief abhänge, die auf dem Listenprivileg basiere. In der Folge habe die Änderung des BDSG die Pressevielfalt in Deutschland zu gefährden gedroht, so warnten BDZV und der Verband Deutscher Zeitschriftenverleger (VDZ).
Der Zentralverband der Deutschen Werbewirtschaft (ZAW) rechnete mit einem wirtschaftlichen Schaden für die Werbewirtschaft im Umfang von fünf Milliarden Euro.
Andererseits fühlten sich über 80 Prozent der Deutschen von Werbung belästigt. 95 Prozent meinten, dass Daten nur nach vorheriger Zustimmung weitergegeben werden sollten. Die Verbraucherzentrale sah in der Abschaffung des Listenprivilegs einen wichtigen Schritt zur Realisierung der Verbrauchersouveränität im Datenschutz.
Das am 3. Juli 2009 beschlossene und am 1. April 2010 in Kraft getretene Gesetz zur Änderung des Bundesdatenschutzgesetzes sah schließlich von einer Abschaffung des Listenprivilegs ab. Jedoch verpflichtete der neue § 28 Absatz 3 Satz 4 BDSG nun dazu, dass die Stelle, die die Daten erstmals erhoben hat, aus der Werbung eindeutig hervorgehen musste.
Am 25. Mai 2016 trat die europäische Datenschutz-Grundverordnung (DSGVO) in Kraft (anzuwenden ab 25. Mai 2018). Dazu wurde das Bundesdatenschutzgesetz neu gefasst. Damit entfiel das Listenprivileg. 